# Suzanne Ballivet
Suzanne Ballivet (Paris, 1904 - Saint-Aunès, Hérault, 1985) est une peintre et illustratrice française. 

## Biographie
Suzanne Ballivet est née à Paris VIIe le 12 août 1904, fille unique de Jules et Laurentine Ballivet.  Son père est photographe à Montpellier, dans le sud de la France.  Elle fait ses études secondaires à Montpellier. Elle est élève à l’École des Beaux Arts de Montpellier. Ses camarades d’atelier sont Renée Altier, Gabriel Couderc, Camille Descossy, Georges Dezeuze, Albert Dubout, Germaine Richier.
En 1925 elle se marie avec Camille Descossy et elle monte en 1927 à Paris où elle fait du dessin de mode et où elle expose à L’Exposition Coloniale internationale. En 1927 naît son fils Michel.
En 1931, retour à Montpellier où elle fait des décors et des costumes de théâtre dans la troupe de Jean Catel ainsi que des dessins d’anatomie.  Après son divorce en 1941, elle remonte à Paris chez Albert Dubout et expose ses dessins à Humour 41.  En 1942, elle est à Nice où elle participe à la création de dessins animés avec Dubout. Ses premières illustrations pour des éditions d’art débutent en 1943. En 1946, elle retourne à Paris où elle fait la connaissance de Colette, Sacha Guitry, Marcel Pagnol et aussi des dessinateurs Bellus, Ben, Peynet, avec qui elle collabore à plusieurs magazines d'humour.
Elle se remarie le 20 mai 1968 avec le caricaturiste, affichiste et illustrateur Albert Dubout à Saint-Aunès où elle possède une propriété familiale.  Elle s'installe avec lui à Mézy-sur-Seine à l'ouest de Paris. Pendant les années qui précèdent le décès d'Albert Dubout en 1976, ils vont partager leur temps entre Mézy-sur-Seine et Saint-Aunès.
Les dix dernières années de sa vie, atteinte de rhumatismes articulaires, elle se retire à Saint-Aunès, cesse de dessiner et de peindre et consacre son temps à la lecture.  Elle meurt à Saint-Aunès, le 15 juin 1985. Elle est inhumée au cimetière Saint-Fulcrand de Saint-Aunès, où elle repose auprès d'Albert Dubout, son second mari.

## Ouvrages illustrés par Suzanne Ballivet
| Année | Titre ouvrage |
| ----- | --- |
| 1939  | L'églantier d'amour ; de F. Dezeuze, Montpellier.                                                                                          |
| 1942  | En faisant la queue ; de Jules Véran, Imprimerie Aristide Quillet, Montpellier.                                                            |
| 1943  | Les Chansons de Bilitis ; de Pierre Louÿs, aux Éditions du Carrefour.                                                                      |
| 1945  | L'initiation amoureuse |
| 1945  | Les Aventures du Roi Pausole ; de Pierre Louÿs, Éditions du Livre, Monte Carlo.                                                            |
| 1946  | Daphnis et Chloé ; de Longus. Éditions du Livre, Monte-Carlo.                                                                              |
| 1947  | Le Diable au corps ; de Raymond Radiguet, Éditions de l'Odéon, Paris.                                                                      |
| 1947  | Thaïs ; d'Anatole France. |
| 1948  | [Collaboration avec les plus grands humoristes français, Ben, Raymond Peynet, Dubout, Bellus, à la revue Le Rire ; et à la revue Fourire.] |
| 1949  | Les Derniers Jours de Pompéi ; de Bulner Lytton, Librairie Fonteneau, Poitiers. [Suzanne Ballivet réalise la couverture]                   |
| 1950  | Frou-frou 1900 ; pour la revue Fourire avec 25 dessins coquins de Suzanne Ballivet et un texte liminaire de Louis Cheronnet.               |
| 1950  | Initiation amoureuse ; par Anon, Éditions Georges Guillot, Paris.                                                                          |
| 1950  | La Route du vin ; de Maurice Chauvet, aux Éditions des Arceaux, Montpellier                                                                |
| 1950  | Claudine à l'école ; de Colette, Éditions du Houblon, Bruxelles.                                                                           |
| 1950  | Illustrations dans C’est Paris ; avec un article de Max Favalelli.                                                                         |
| 1950  | Le Rideau levé ou l'éducation de Laure ; de Mirabeau, Éditions Vialetay. Illustré de 12 eaux-fortes attribuées à Suzanne Ballivet.         |
| 1951  | Elles et toi - Constance ; de Sacha Guitry, Éditions Raoul Solar.                                                                          |
| 1953  | Quand les sirènes se taisent ; de Maxence Van Der Meersch, Éditions du Livre, Monte-Carlo.                                                 |
| 1953  | Contes ; de Jean de La Fontaine, Éditions la Madeleine, Paris.                                                                             |
| 1953  | Oliver Twist ; de Charles Dickens, Éditions Athéna, Paris.                                                                                 |
| 1954  | La Vénus à la fourrure ; de Leopold von Sacher-Masoch, Éditions Maurice Gonon, Paris.                                                      |
| 1954  | Et puis voici des vers ; de Sacha Guitry, Éditions Raoul Solar, avec aussi des illustrations de Georges Lepape et Emile Compard.           |
| 1954  | Les Fleurs du mal ; de Charles Baudelaire, Éditions Société Imprimatur (870 exemplaires).                                                  |
| 1956  | Splendeurs et misères des courtisanes ; d’Honoré de Balzac, Éditions du Panthéon, Paris.                                                   |
| 1956  | Le Rouge et le Noir ; de Stendhal, Éditions du Panthéon, Paris, dans la collection Pastels.                                                |
| 1956  | Monsieur Nicolas ou le cœur humain dévoilé ; de Restif de la Bretonne, Éditions du Cent cinquantenaire, Paris.                             |
| 1959  | Œuvres complètes d'Arthur Rimbaud, Éditions Rombaldi, Paris.                                                                               |
| 1960  | Œuvres complètes de Gérard de Nerval, Éditions de l'Acanthe, Monte Carlo.                                                                  |
| 1963  | Souvenirs d'enfance ; de Marcel Pagnol, Éditions Pastorelly, Monte-Carlo.                                                                  |
| 1965  | Marius ; de Marcel Pagnol, Éditions Pastorelly, Monte-Carlo.                                                                               |
| 1970  | César ; de Marcel Pagnol, Éditions Pastorelly, Monte-Carlo.                                                                                |
| 1970  | Fanny ; de Marcel Pagnol, Éditions Pastorelly, Monte-Carlo.                                                                                |
| 1970  | Topaze ; de Marcel Pagnol, Éditions Pastorelly, Monte-Carlo.                                                                               |
| 1973  | Angèle – Naïs ; de Marcel Pagnol, Éditions Pastorelly, Monte-Carlo.                                                                        |
| 1973  | Regain ; de Jean Giono, Éditions Pastorelly, Monte-Carlo.                                                                                  |